# Lista de sopas
Lista de sopas por tipo e país.

## Sopas de vegetais cozidos, opcionalmente com carne

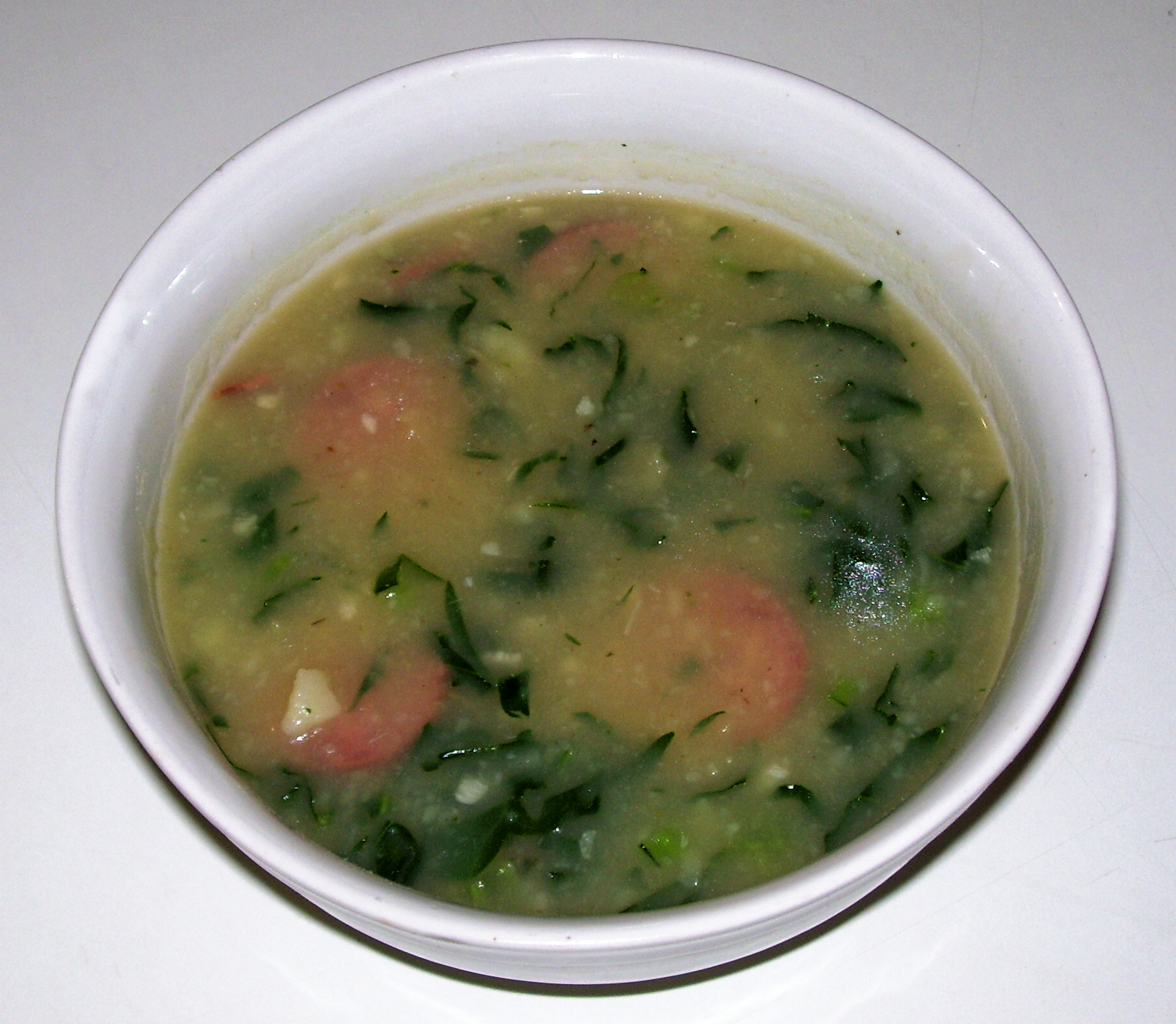
Caldo verde

- Colômbia - Ajiaco (sopa de galinha e batata)
- Grécia - Avgolemono (caldo de galinha com limão e ovo)
- Rússia - Borscht (sopa com beterraba)
- Portugal - Canja de galinha (sopa de frango, com arroz)
- Portugal - Caldo verde (sopa com couve cortada fina e batata, muitas vezes servida com rodelas de chouriço)
- Portugal (Madeira)- Sopa de Trigo
- País de Gales - Cawn cennin (sopa de alho-porro, típica do dia de St. Tavy)
- Chile - Cazuela (sopa de carne ou marisco com batata, abóbora, milho e outros vegetais)
- Escócia - Cock-a-leekie (sopa de alho-porro com galinha)
- Nigéria - Egusi (sopa de pevides de abóbora)
- Grécia - Fasolada (sopa de feijão)
- Áustria - Frittatensuppe (caldo de carne com tiras de crepes)
- Hungria - Goulash (sopa grossa ou guisado de carne com pimento, tomate, batata e especiarias)
- Estados Unidos - Gumbo (sopa tradicional dos cajun)
- Argélia - Harira (sopa de grão-de-bico com borrego e ervas)
- Islândia - Íslensk kjötsúpa (sopa de carne de carneiro e vegetais)
- Finlândia - Kesäkeitto (sopa de vegetais e camarão, engrossada com farinha, ovo e nata)
- Geórgia - Kharcho (sopa de carne de vaca com nozes, ameixas ácidas, arroz e hortaliças)
- Coreia do Sul e  Coreia do Norte - Kimchiguk (sopa de carne de porco e tofu, com kimchi e arroz)
- Itália - Minestrone (sopa grossa de vegetais)
- Japão - Missoshiro (sopa de dashi com soja fermentada, tofu, cebolinho e outras hortaliças)
- Reino Unido - Mockturtle Soup (sopa de carne e cogumelos, a fingir de tartaruga)
- Índia - Mulligatawny (sopa anglo-indiana de carne com tempero de caril, por vezes engrossada com arroz)
- Sérvia - Pasulj (sopa de feijão com vegetais e opcionalmente carne)
- México - Pozole (sopa de carne de porco ou frango e caldo, cebola, alho, coentros e chiles secos)
- França - Potage de Crécy (sopa preparada com cenoura como ingrediente principal)
- Brasil - Rabada (sopa de rabo de boi com vegetais e ervas aromáticas)
- Coreia do Sul e  Coreia do Norte - Samgyetang (caldo de frango recheado com arroz e cozido com ginseng, jujubas e outras especiarias)
- Escócia - Scotch broth (sopa de carne e vegetais engrossada com cevada)
- Estados Unidos - Senate bean soup (sopa de feijão do Senado dos EUA)
- Polónia - Shchav (sopa de azedas, típica da Europa de Leste)
- Rússia - Solyanka (sopa de pepinos cozidos em salmoura com carne, peixe ou cogumelos, e outros vegetais)
- Portugal - Sopa de Casamento
- França - Sopa de cebola
- Iraque - Sopa de lentilhas (lentilhas e outros vegetais, popular em todo o Médio Oriente)
- China - Sopa de ninhos de andorinha (caldo de galinha engrossado com ninhos de pássaro)
- Portugal - Sopa da pedra
- Portugal - Sopa de sarapatel
- Nações Unidas - Sopa de tomate (uma família de sopas feitas em todo o mundo)
- Nações Unidas - Sopa de tripas (uma família de sopas feitas em todo o mundo)
- Cazaquistão - Sorpa, shorba ou shurpa (sopas de carne populares em todos os países que fizeram aprte do Império Otomano)
- Indonésia - Soto (sopa de carne e vegetais)
- Haiti - Soup joumou (sopa de abóbora com carne, da Independência do Haiti)
- Itália - Stracciatella (caldo de carne com ovos batidos, queijo ralado e temperos)
- Chipre - Tarhana (sopa feita juntando leite ou caldo a um preparado de cereal fermentado com iogurte ou queijo; popular desde o Cáucaso ao Iraque, por vezes considerada a "sopa nacional" do Chipre)
- Iraque - Tashrib (sopa de grão-de-bico com pedaços de pão-folha)
- Filipinas - Tinola (frango ou outra proteína animal cozida com papaia verde, hortaliças e condimentos)
- França - Vichyssoise (creme de batata, alho-porro, cebola, nata e caldo de galinha)
- Polónia - Zupa ogórkowa (caldo de carne com pepino em conserva e vegetais cozidos)
- Itália - Zuppa pavese (ovos crus partidos sobre fatias de pão, escaldados com caldo de carne e gratinados)
- Polónia - Żurek (sopa de pão de centeio com salsicha, batata e ovo cozido)

## Sopas servidas frias

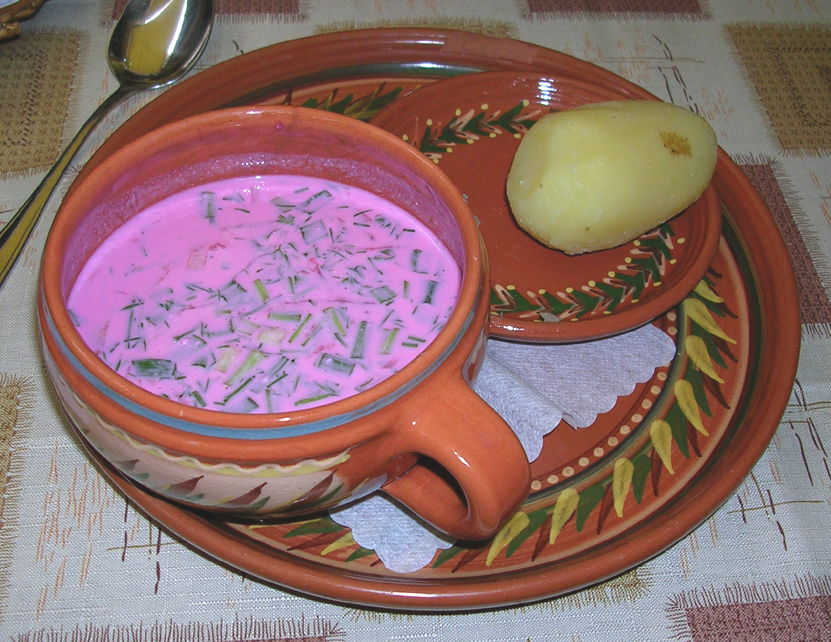
Borsch frio da Lituânia

- Lituânia - Borsch frio (beterraba e outros vegetais)
- Israel - en:Etrog (sopa feita a partir da cidra utilizada no ritual na festa de Succoth)
- Noruega - Fruktsuppe (sopa de frutos secos, como passas e ameixas)
- Espanha - Gazpacho (puré de tomate e vegetais)
- Filipinas - Ginataan (sopa feita a partir de leite de coco, frutas e tapioca em pérolas)
- Coreia do Sul e  Coreia do Norte - Naengmyeon (sopa fria de spaghetti feito em casa com trigo mourisco e caldo de carne)
- Rússia - Okroshka (vegetais e por vezes restos de carne ou peixe cozinhados, numa base de kvas ou kefir)
- Hungria - Sopa de ginjas (levemente doce, servida como entrada ou sobremesa)
- Bulgária - Tarator (sopa fria feita de iogurte e pepino)
- Espanha - Salmorejo (sopa fria e cremosa de tomate, pão, alho e azeite)
- China - Zha jiang mian (sopa de massa com carne de porco num molho condimentado)

## Sopas de peixe

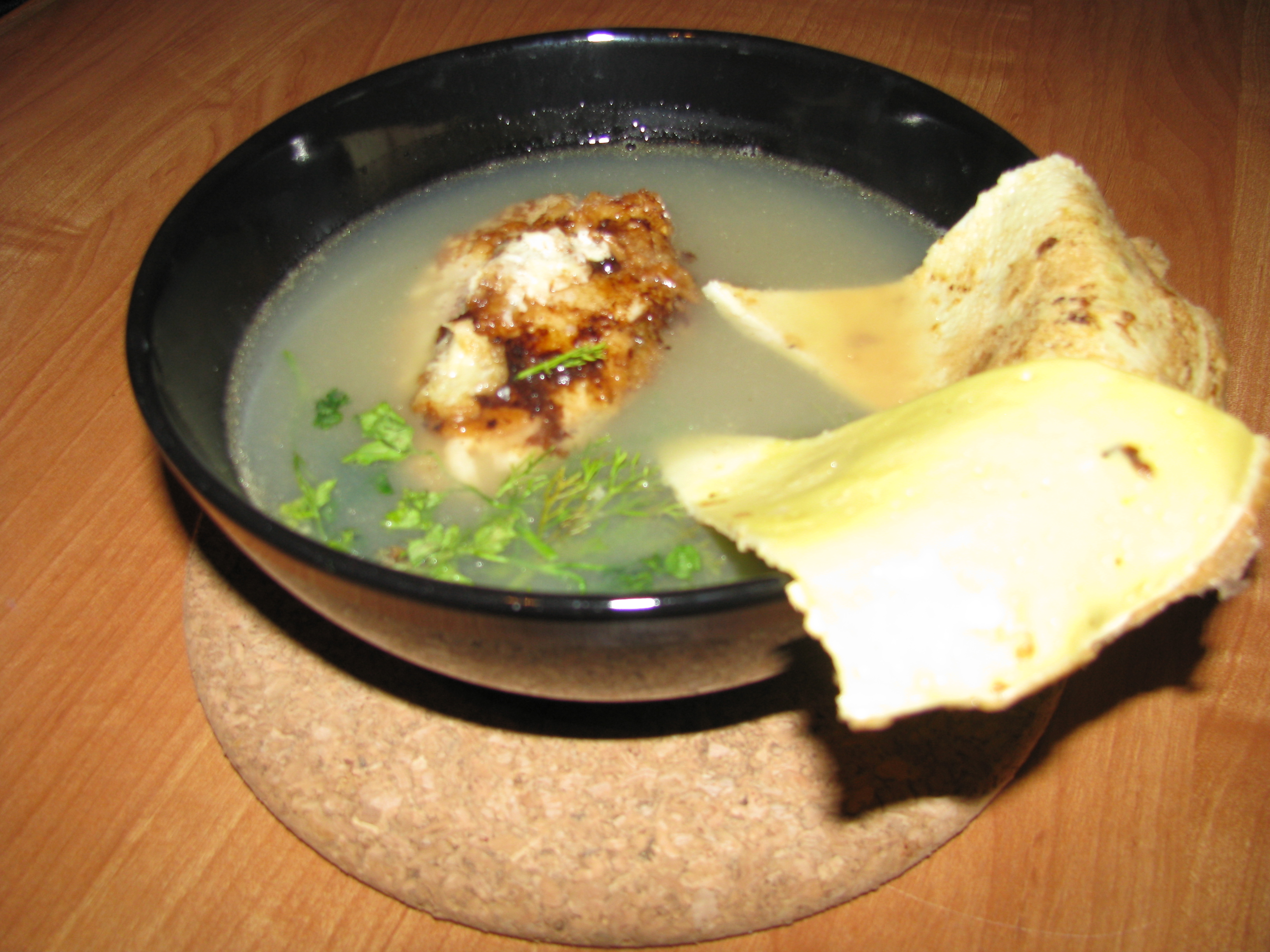
Ukha, sopa russa de peixe

- Portugal - Açorda à alentejana (sopa de pão; pode levar peixe)
- Noruega - Bergensk Fiskesuppe (sopa de peixe e vegetais)
- França - Bisque (creme de mariscos)
- França - Bouillabaisse (sopa de peixes e mariscos variados)
- Itália - Broeta de verza de magro (caldo de peixe e vegetais, típica da ceia de Natal)
- Vietname - Canh Chua (sopa de peixe com vegetais, temperada com tamarindo e abacaxi)
- Estados Unidos - Chowder (sopa de peixe ou marisco com batata, leite ou tomate)
- Portugal - Creme de camarão (sopa espessa de camarão)
- Escócia - Cullen Skink (sopa de peixe fumado com leite ou nata)
- Equador - Fanesca (sopa de peixe da Quaresma, com abóboras e grãos)
- Hungria - Halászlé (sopa de peixe do rio com páprica)
- Grécia - Psarosoupa (sopa de peixe e vegetais, muitas vezes com limão e arroz)
- China - Sopa cantonesa de mariscos (peixe e mariscos cozidos em caldo com condimentos chineses e hortaliça)
- Portugal - Sopa de bacalhau dos campinos
- China - Sopa de barbatanas de tubarão (caldo feito com barbatanas de tubarão, condimentos chineses e hortaliça)
- Portugal - Sopa de cação
- Portugal - Sopa de lingueirão
- Tailândia - Tom Yam Pla Chawn (sopa ácida e picante de peixe do rio)
- Rússia - Ukha (caldo de peixes com vegetais e condimentos)
- Bélgica - Waterzooi (caldo de peixe)

## Caldos

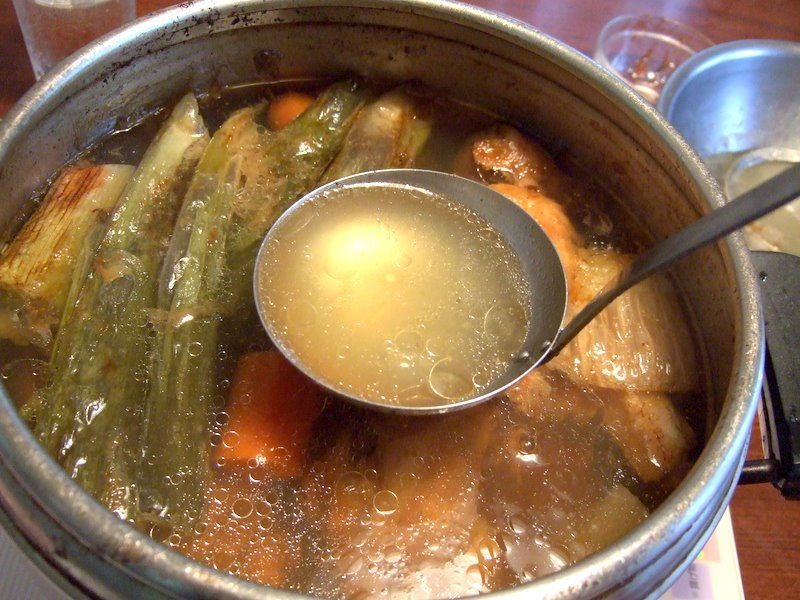
Caldo de galinha, ainda com os vegetais usados para o aromatizar

- Internacional - Caldo de peixe (base para muitos pratos)
- França - Consommé (caldo de carne)
- Japão - Dashi (base para sopas, à base de algas marinhas e flocos de peixe seco)

## Sopas de massas
- Estados Unidos - Chicken and dumplings (creme de galinha com massa cozida feita em casa)
- Camboja - Kuy teav (caldo de carne de porco com massa, ervas aromáticas e camarão)
- Uzbequistão - Lagman (sopa de spaghetti, legumes, borrego e especiarias)
- Malásia - Laksa (sopa de peixe, mariscos e condimentos locais)
- Filipinas - Pancit Luglug (sopa de mariscos com massa de arroz)
- Itália - Pasta e fagioli (sopa de feijão e massa)
- Vietname - Phở (caldo de carne com fitas de farinha de arroz, pedaços de carne e verduras)
- Japão - Ramen (massa de trigo mourisco)
- Estados Unidos - Saimin (sopa de massa com carne, mariscos e vegetais, típica do Havaí)
- Macau - Sopa de fitas (sopa de spaghetti chinês)
- China - Wonton#Sopa de wonton ou van tan (sopa com pasteis recheados com vegetais, carne ou marisco, muitas vezes com min)

## Sopas com sangue
- Polónia - Czernina (sopa de pato engrossada com o sangue)
- Filipinas - Dinuguan (sopa ou guisado feita de carne e sangue de porco)
- México - Fritada de cabrito (sopa ou guisado de visceras com sangue de cabrito)
- Coreia do Sul e  Coreia do Norte - Haejangguk (sopa de carne, opcionalmente com sangue de boi, usada para curar ressacas)
- China - Jiya xuetang (sopa de sangue de galinha e de pato, típica de Xangai)
- Lituânia - Juka (sopa de aves com sangue)
- China - Sopa de sangue de pato com massa (típica de Nanjing)
- Indonésia - Saksang (sopa de carne e vísceras de porco ou cão tradicional nos casamentos)
- Grécia Antiga - Sopa negra (sopa de carne e sangue de porco dos antigos espartanos)
- Suécia - Svartsoppa (sopa sueca de Scania, feita com sangue de ganso)
- Vietname - Tiết canh (sopa de sangue cru de pato ou outro animal com amendoim e ervas aromáticas)
- Equador - Yahuarlocro (sopa de vísceras e sangue de borrego)
- Singapura - Zoo cha tongue (sopa de vísceras e sangue de porco)